# Gorky Park
Gorky Park (br: Mistério no Parque Gorki ou Mistério no Parque Gorky; pt: O Mistério de Gorky Park) é um filme estadunidense de 1983, dos gêneros drama e suspense, dirigido por Michael Apted e com roteiro baseado no livro homônimo de Martin Cruz Smith.

## Sinopse
Um investigador de polícia busca a solução para um triplo homicídio ocorrido no Parque Gorky, em Moscou. Ele percebe que ninguém quer que ele resolva os crimes por que envolvem altos escalões governamentais.

## Elenco
- William Hurt .... Arkady Renko
- Lee Marvin .... Jack Osborne
- Brian Dennehy .... William Kirwill
- Joanna Pacula .... Irina Asanova
- Ian Bannen .... Iamskoy
- Michael Elphick .... Pasha
- Rikki Fulton .... major Pribluda
- Ian McDiarmid .... professor Andreev
- Richard Griffiths .... Anton

## Principais prêmios e indicações
BAFTA 1985 (Reino Unido)
- Indicado na categoria de melhor ator coadjuvante (Michael Elphick).

Prêmio Eddie 1984 (EUA)
- Venceu na categoria de melhor filme.

Globo de Ouro 1984 (EUA)
- Indicado na categoria de melhor atriz coadjuvante (Joanna Pacula).